# Haus St. Martin (Klösterle am Arlberg)
Haus St. Martin ist ein Gästehaus in Klösterle am Arlberg im österreichischen Bundesland Vorarlberg. Aufgrund seiner Lage zwischen den international bekannten Skigebieten Ski Arlberg und Sonnenkopf wird es in regionalen Tourismusführern und Onlineportalen als Unterkunft für Wintersportler und Sommerurlauber empfohlen. Das Gebäude dient seit mehreren Jahren als Stützpunkt für touristische Aktivitäten im Klostertal.

## Lage
Das Haus liegt an der Adresse Klösterle 77, 6754 Klösterle am Arlberg, wenige Gehminuten von der Bushaltestelle Klostertalerhof entfernt. Die Buslinie 720 verbindet den Ort in der Wintersaison im 15-Minuten-Takt mit den Talstationen der Skigebiete Stuben am Arlberg (Ski Arlberg) und Sonnenkopf.
- Entfernung zu Stuben: 4 km
- Entfernung zu Langen am Arlberg: 5 km
- Entfernung zu Bludenz: 20 km

## Geschichte
Das Gebäude wurde im alpinen Stil errichtet und später für die Beherbergung von Gästen adaptiert. Es wird als familiengeführter Betrieb geführt. 

## Bedeutung für den Tourismus
Haus St. Martin wird in offiziellen Tourismusportalen und regionalen Unterkunftsverzeichnissen geführt. Durch seine Nähe zu zwei bedeutenden Skigebieten und Wanderregionen gilt es als Ausgangspunkt für vielfältige Aktivitäten:
- Winter: Skifahren, Snowboarden, Langlaufloipen in Klösterle, Winterwanderwege, Rodelbahnen
- Sommer: Wanderwege (z. B. Themenweg „Bärenland“), Mountainbike- und E-Bike-Strecken, Bergbahnen in Lech, Zürs und St. Anton, Naturbadeseen in Wald am Arlberg